# Canthon curvodilatatus
Canthon curvodilatatus är en skalbaggsart som beskrevs av Schmidt 1920. Canthon curvodilatatus ingår i släktet Canthon och familjen bladhorningar. Inga underarter finns listade.